# Ivar Aasen

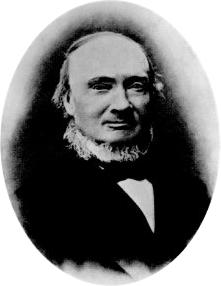
Ivar Andreas Aasen

Ivar Andreas Aasen [iːvar an'dreːas oːsən] (* 5. August 1813 in Ørsta, fylke Møre og Romsdal; † 23. September 1896 in Christiania) war ein norwegischer Sprachforscher, Dialektologe und Dichter, der die Grundlagen für die autochthone norwegische Schriftsprache Nynorsk schuf.

## Leben
Er war das jüngste von acht Geschwistern, die Eltern waren arme Pachtbauern. Seine Mutter Guri starb, als er drei Jahre alt war. Als der Vater 1826 starb, übernahm der Bruder Jon die Wirtschaft. Ivar musste viel Feldarbeit leisten. In drei Kilometern Entfernung war die allgemein zugängliche Bibliothek von Sivert Aarflot. 1831 wurde Aasen Grundschullehrer in seinem Heimatort. Dadurch hatte er Gelegenheit, das damalige Kulturzentrum in Volda zu besuchen, wo sich eine noch größere Bibliothek befand. Zwei Jahre später kam er in den Haushalt des Pfarrers H. C. Thoresen auf Herøy, der ihn in allen Fächern (einschließlich Latein) gründlich unterwies. 1835 wurde er Hauslehrer für die sechs Kinder des Kapitäns Ludvig Daae in Solnør in der Kommune Skodje bei Ålesund. Hier blieb er sieben Jahre. Während dieser Zeit eignete er sich viele Kenntnisse in Latein, Deutsch, Englisch, Grammatik, Literatur, Geographie, Geschichte und Botanik an. Besonders intensiv war seine Beschäftigung mit Botanik – er hatte eine Sammlung von 500 Pflanzen – und mit Grammatik. 1840 zog Aasen zu dem Pfarrer P. V. Deinboll in Molde, 1841 zum Bischof Jacob Neumann in Bergen. 1840 ging er nach Trondheim und trat mehrere Forschungsreisen an. Danach kam er nach Christiania (heute Oslo) und erhielt dort ein lebenslanges Stipendium, das ihm das Gehalt eines Professors einbrachte. Das Amt selbst lehnte er ab.

## Wirken

### Der Botaniker
Ivar Aasen war engagierter Botaniker. Er hatte 506 Pflanzen in seiner Sammlung, die er von 1837 bis 1839 in Sunnmøre zusammengestellt hatte. Ursprünglich war er mehr als bedeutender Botaniker bekannt. Seine Pflanzensammlung war eine der größten in der ersten Hälfte des 19. Jahrhunderts. Das Wertvolle an der Sammlung ist, dass sie eine Bestandsaufnahme für ein genau abgegrenztes Gebiet, nämlich Ørskog und Skodje, ist. Trotz der ungenügenden Literatur zur Bestimmung der Pflanzen gelang es ihm, sie in das System Linnés einzuordnen. 1841 gab Aasen diese Beschäftigung wegen des Forschungsstipendiums für die norwegische Sprache auf. Aber das Interesse erlosch nie. So schrieb er 1860 einen Artikel Norske Plantenavne (norwegische Pflanzennamen).

### Der Sprachforscher
1836 fasste er den Plan zu einer norwegischen Schriftsprache in einem kleinen Aufsatz Om vort Skriftsprog (Über unsere Schriftsprache). 1837 veröffentlichte er ein Wörterbuch seines Heimatdialektes von Sunnmøre. Einige Jahre später verfasste er eine Grammatik über die Sprache in Sunnmøre. Diese nahm er mit seiner Pflanzensammlung mit zu Bischof Jacob Neumann, der großes Interesse an der Grammatik zeigte und Teile seiner Arbeit 1841 in Bergens Stiftstidende veröffentlichte. Der Bischof nahm Kontakt mit Frederik Moltke Bugge in Trondheim, dem Präsidenten der Kongelige Norske Videnskabers Selskab auf. In Trondheim erhielt er ein Forschungsstipendium zur Erforschung der norwegischen Dialekte. Dazu bereiste er vier Jahre lang bis 1847 das gesamte Land. 1848 folgte entsprechend seiner Wertschätzung für das Altnordische eine Rangfolge der Dialekte nach deren Ähnlichkeit mit dem Norrøn. Danach nahmen die Dialekte in Hardanger, Voss und Sogn die Spitzenstellung ein; hier befindet sich denn auch bis heute das Kerngebiet des Nynorsk. Die wenigen Briefe und das Tagebuch (beides erst zwischen 1957 und 1960 herausgegeben) schrieb er auf Dänisch, wenige in seiner eigenen Sprache, dem Landsmål. Er schrieb mehrere kleine Bücher. Der längste von ihm in Landsmål verfasste Text ist Heimsyn: ei snøgg Umsjaaing yver Skapningen og Menneskja: tilmaatad fyre Ungdomen (Sicht der Welt: Eine kurze Übersicht über die Schöpfung und den Menschen, eingerichtet für die Jugend, 1875). Er ist 96 Seiten lang und wurde kaum gelesen.

### Der Sprachreformer
Seine Bemühungen um die norwegische Sprache waren von Henrik Wergeland beeinflusst und zunächst ein Experiment mit einer neuen Form der norwegischen Schriftsprache: Samtale mellem to Bønder (Gespräch zwischen zwei Bauern) von 1849, das die konservative Zeitung Morgenbladet veröffentlichte. Vorausgegangen war 1848 Det norske Folkesprogs Grammatik (Die Grammatik der Sprache des norwegischen Volkes). 1850 erschien Ordbog over det norske Folkesprog (Wörterbuch der norwegischen Volkssprache). Das Werk umfasste mehr als 25.000 Wörter. Der große Historiker Peter Andreas Munch bezeichnete es als nationales Meisterwerk. Der erste Text in Landsmål war Prøver af Landsmaalet i Norge (Proben des Landsmål in Norwegen, 1853). 1873 erschien sein revidiertes Norsk Ordbog (Norwegisches Wörterbuch).
Zu Ivar Aasens Zeit rechnete man für die norrøne Zeit mit einer einheitlichen Sprache für das ganze Land. Spätere Forschungen belegten aber, dass es schon damals viele Dialekte gab. Viele Wörter, die Ivar Aasen als Danismen verworfen hatte, stellten sich als alte und ursprüngliche norwegische Wörter heraus.

### Seine Wirkung
Ivar Aasen war der Ansicht, dass die Sprache umso echter und besser sei, je archaischer sie sei, was dem von Herder geprägten nationalromantischen Zeitgeist der Oberschicht sehr entgegenkam. Andere aber meinten, sie sei für die Wiedergabe moderner Gedanken ungeeignet. Peter Andreas Munch schrieb über die Grammatik, es sei ein Werk von nationaler Bedeutung, auf das die gesamte Nation stolz sein könne. Es enthülle die norwegische Nationalität des Volkes deutlicher als jedes andere Werk, das erschienen sei. Über das Wörterbuch schrieb er, dass es ein nationales Denkmal sei, dessen Autor jeder norwegische Patriot größten Dank schulde.
Aasen wurde zunächst von der gebildeten Oberschicht gefeiert; seine Bücher verkauften sich sehr gut. Bjørnstjerne Bjørnson bemühte sich um die neue Sprache. Es fanden sich bald Schriftsteller, die in dieser Sprache Texte verfassten. Aber niemand von ihnen sah darin mehr als einen Ausgangspunkt. 1858 gab es drei Verfasser von Texten in Landsmål, allerdings jeweils in deren eigener Sprachauffassung. Die Texte hatten nicht die gleiche Sprache, und so konnte sie niemand verstehen, der nicht einigermaßen das Norrøn beherrschte. 1858 wurde Aasen von einer Zeitung gebeten, die isländische Fridtjofs saga zu übersetzen. Er tat dies in seinem persönlichen Landsmål. Die Zeitung erteilte ihm mit Rücksicht auf ihre Leser danach keine Aufträge mehr. Nach 1860 ging die Nationalromantik merklich zurück. Aasens Bücher verkauften sich nicht mehr, ja, man unterließ es sogar hin und wieder, sie anzukündigen und zu besprechen. Die Zeitung, in der er Fridtjofs saga veröffentlicht hatte, wechselte die Seiten und ging zur Sprachreform seines Gegners Knud Knudsen über, desgleichen mehrere Schriftsteller, auch Bjørnson, dem die Sprache zu schwierig war. Anderen (so dem Historiker Munch) war sie später nicht archaisch genug, weil Aasen sich geweigert hatte, grammatikalische Formen zu verwenden, die in nur wenigen oder gar keinem Dialekt überlebt hatten. Andere Dichter verwendeten zwar Landsmål, aber zu Ivar Aasens Missbehagen sehr frei, etwa Arne Garborg.
Er war weder Organisator noch konnte er für seine Ideen werben. Die Nynorsk-Bewegung ist weitestgehend ohne seine Mitwirkung entstanden. Die späteren Rechtschreibreformen übernahmen seine grammatikalischen Prinzipien nicht alle, sondern wandten sich den moderneren Dialekten sowie Vereinfachungen in Richtung des Bokmål zu. Für die Wissenschaftsgeschichte der Dialektologie ist Aasen eine herausragende und bislang zu wenig gewürdigte Figur. Seine Grammatiken und Wörterbücher wurden in einer Zeit verfasst, die dem von den Junggrammatikern ausgelösten Boom ortsgrammatischer Publikationen weit vorausging.

### Forschungs- und Erinnerungsstätten
Seit 2000 besteht in Ørsta das Aasentunet als großangelegtes Dokumentations- und Erlebniszentrum mit Museum und Bibliothek.
Im Ivar Aasen hage (Garten) innerhalb des Campus Blindern der Osloer Universität steht eine Aasen-Büste, gefertigt von dem Bildhauer Dyre Vaa. Ein weiteres Denkmal zeigt ihn sitzend innerhalb eines Verkehrsrondells in Ørsta.
Ivar Aasens Grab liegt auf dem Vår Frelsers Gravlund in Oslo.
|  |

Die norwegische Post gab 1963 zu seinem 150. Geburtstag zwei Briefmarken (50 und 90 Øre) mit dem Porträt Aasens heraus.

## Schriftenverzeichnis (Auswahl)
- Fem Viser i søndre Søndmørs Almuesprog (1842).
- Det norske Folkesprogs Grammatik (1848). Letzte Ausgabe 1996, ISBN 82-7661-043-9 und ISBN 82-7661-044-7.
- Ordbog over det norske Folkesprog (1850).
- Søndmørsk Grammatik eller kortfattet Underretning om Bygdemaalet paa Søndmør (1851). 2. Ausgabe 1924.
- Prøver af Landsmaalet i Norge (1853).
- En liden Læsebog i gammel Norsk (1854).
- Ervingen (1855, neue Version 1873).
- Norske Ordsprog (1856 bis 1881). 4. Ausgabe 1989, ISBN 82-90451-20-2.
- Symra (1863 bis 1875).
- Norsk Grammatik (1864). Revidierte Ausgabe von Det norske Folkesprogs Grammatik. Letzte Ausgabe 1965.
- Norsk Ordbog (1873). Revidierte Ausgabe von Ordbog over det norske Folkesprog. Letzte Ausgabe 2003, ISBN 82-521-5928-1.
- Heimsyn (1875).
- Norsk Maalbunad (1876, herausgegeben 1925).
- Norsk navnebog eller Samling af Mandsnavne og Kvindenavne (1878). Faksimileausgabe 1980, ISBN 82-7011-017-5.
- Bidrag til vort folkesprogs historie (Ausgabe 1951).